# 伊利齊
48°9′11″N 24°45′36″E / 48.15306°N 24.76000°E

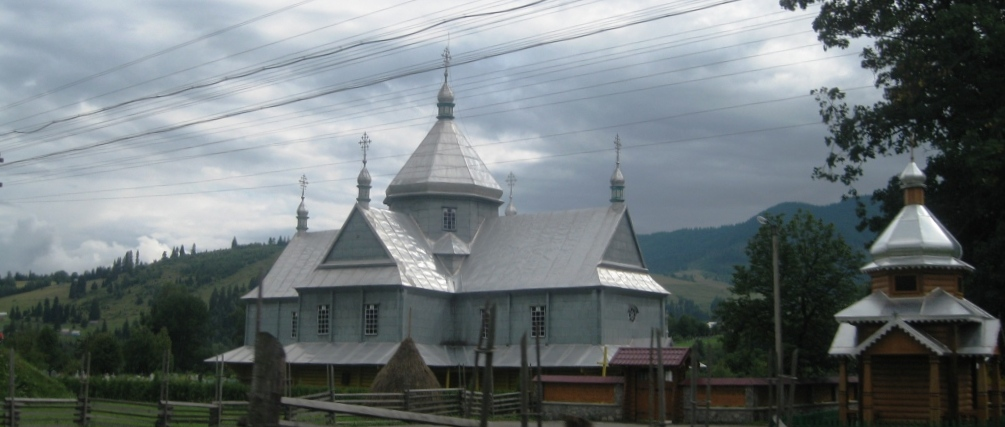

伊利齊（烏克蘭語：Ільці），是烏克蘭的村落，位於該國西部伊萬諾-弗蘭科夫斯克州，由韋爾霍維納區負責管轄，始建於1741年，面積48平方公里，2001年人口1,653。